# Gian Francesco Giudice
Gian Francesco Giudice (Padua, 25 de enero de 1961) es físico teórico de partículas y director del Departamento de Física Teórica del CERN.

## Biografía
Gian Francesco Giudice se graduó de la Universidad de Padua y obtuvo su doctorado en física teórica en la Escuela Internacional Superior de Estudios Avanzados (SISSA) de Trieste. Su carrera ha estado siempre estrechamente relacionada con la investigación en colisionadores; antes de llegar al CERN, trabajó en el Laboratorio Nacional Fermi (Fermilab) en Chicago, así como en la Universidad de Texas en Austin, en el grupo de investigación liderado por Steven Weinberg, durante la fase de construcción del Superconducting Super Collider (SSC). Ha contribuido a nuestra comprensión actual de la física de partículas y de la cosmología, con más de un centenar de artículos publicados en las más prestigiosas revistas científicas. Es académico de la Academia Nacional de los Linces, el Istituto Veneto di Scienze, Lettere ed Arti y la Academia galileana de ciencia, letras y artes. Su trabajo en física teórica fue reconocido con Jacques Solvay Chair (2013), Distinguished Visiting Research Chair en el Instituto Perimeter de Física Teórica (2019), Sackler Distinguished Lecturer en la Universidad de Tel Aviv (2020), Chandrasekhar Lecturer en el Tata Institute of Fundamental Research (2022), Erwin-Schrödinger Professor en la Universidad de Viena (2023). Es autor de Odisea en el zeptoespacio, un
libro para el público general que describe el Gran Colisionador de Hadrones (LHC) del CERN.